# European Touring Car Cup 2012
Mall:Uppdatera bilsport
FIA European Touring Car Cup 2012 var den åttonde årgången av standardvagnsmästerskapet European Touring Car Cup. Precis som under 2010 bestod säsongen av flera tävlingshelger, till skillnad mot 2011, då det bara var en. Totalt handlade det om fyra helger, med den första i samband med World Touring Car Championships premiär på Autodromo Nazionale Monza den 11 mars. ETC Cup följde sedan med WTCC på Automotodróm Slovakia Ring och Salzburgring, innan säsongen avslutades med en egen tävlingshelg på Autodromo Enzo e Dino Ferrari den 24 juni.

## Tävlingskalender
| Race | Datum    | Bana                          | Pole Position | Snabbaste varv | Segrare (S2000) | Segrare (SP) | Segrare (S1600) |
| ---- | -------- | ----------------------------- | ------------- | -------------- | --------------- | ------------ | --------------- |
| 1    | 11 mars  | Autodromo Nazionale Monza     |               |                |                 |              |                 |
| 2    | 11 mars  | Autodromo Nazionale Monza     |               |                |                 |              |                 |
| 3    | 29 april | Automotodróm Slovakia Ring    |               |                |                 |              |                 |
| 4    | 29 april | Automotodróm Slovakia Ring    |               |                |                 |              |                 |
| 5    | 20 maj   | Salzburgring                  |               |                |                 |              |                 |
| 6    | 20 maj   | Salzburgring                  |               |                |                 |              |                 |
| 7    | 24 juni  | Autodromo Enzo e Dino Ferrari |               |                |                 |              |                 |
| 8    | 24 juni  | Autodromo Enzo e Dino Ferrari |               |                |                 |              |                 |

## Team och förare
| Bilmärke            | Team                                | Nr | Förare               | Klass |
| ------------------- | ----------------------------------- | -- | -------------------- | ----- |
| Peugeot 407         | RCM Motorsport                      | ?  | Tim Gábor            | S2000 |
| BMW 320si E90       | Borusan Otomotiv Motorsport         | ?  | ej bekräftad         | S2000 |
| BMW 320si E90       | Vekra Racing Team Krenek Motorsport | ?  | Petr Fulín           | S2000 |
| BMW 320si E90       | Liqui Moly Team Engstler            | ?  | Igor Skuz            | S2000 |
| Honda Civic FD      | Rikli Motorsport                    | ?  | Peter Rikli          | S2000 |
| Honda Accord Euro R | Rikli Motorsport                    | ?  | Christian Fischer    | S2000 |
| Alfa Romeo 156      | XFX Unicorse                        | ?  | Ferenc Ficza Jr.     | S2000 |
| Chevrolet Aveo      | Maurer Motorsport                   | ?  | Aleksandr Frolov     | S1600 |
| Chevrolet Aveo      | Maurer Motorsport                   | ?  | Vadim Meshecheriakov | S1600 |
| SEAT León Supercopa | Pfister Racing                      | ?  | Andreas Pfister      | SCopa |

| Ikon  | Klass               |
| ----- | ------------------- |
| S2000 | Super 2000          |
| SuPro | Super Production    |
| S1600 | Super 1600          |
| SCopa | SEAT León Supercopa |